# Belasting op deuren en vensters

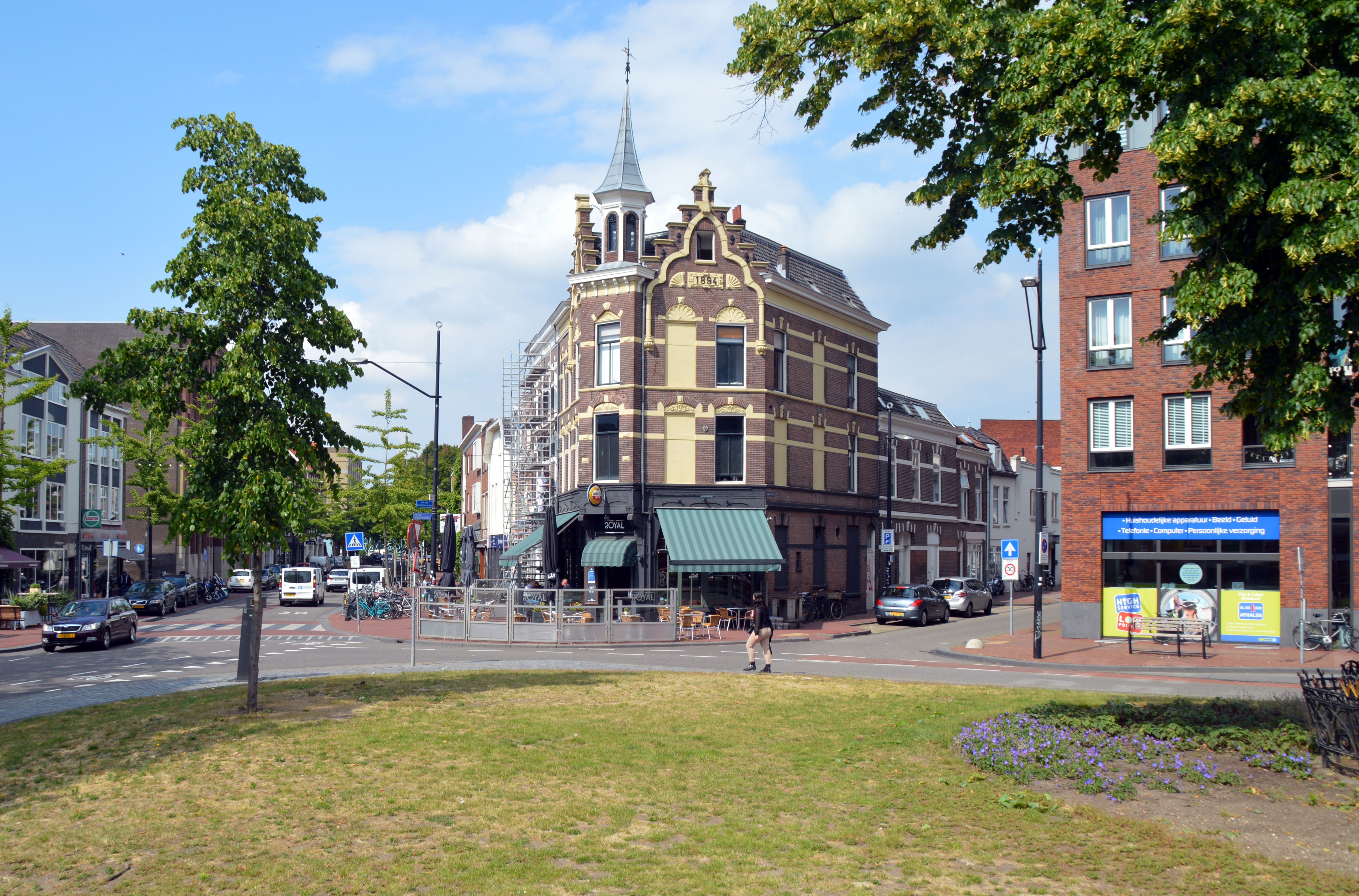
Pand in Nijmegen aan de Hertogstraat waar meerdere ramen zijn dichtgemetseld vanwege raambelasting

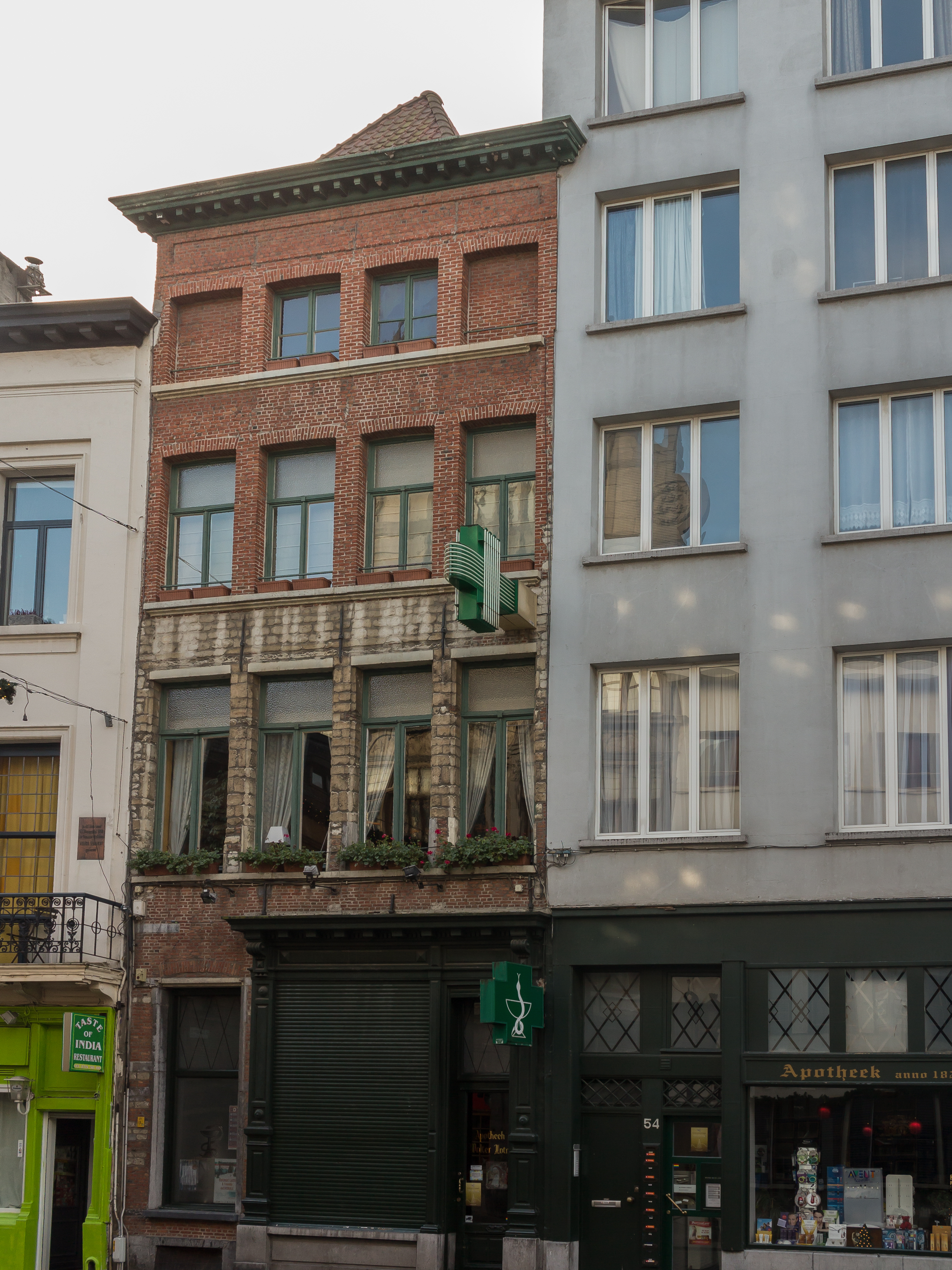
In dit huis op de Grote Markt in Antwerpen zijn twee ramen op de bediendenverdieping dichtgemetseld, een klassieke reactie van 19e-eeuwse eigenaars om raambelasting uit te sparen.

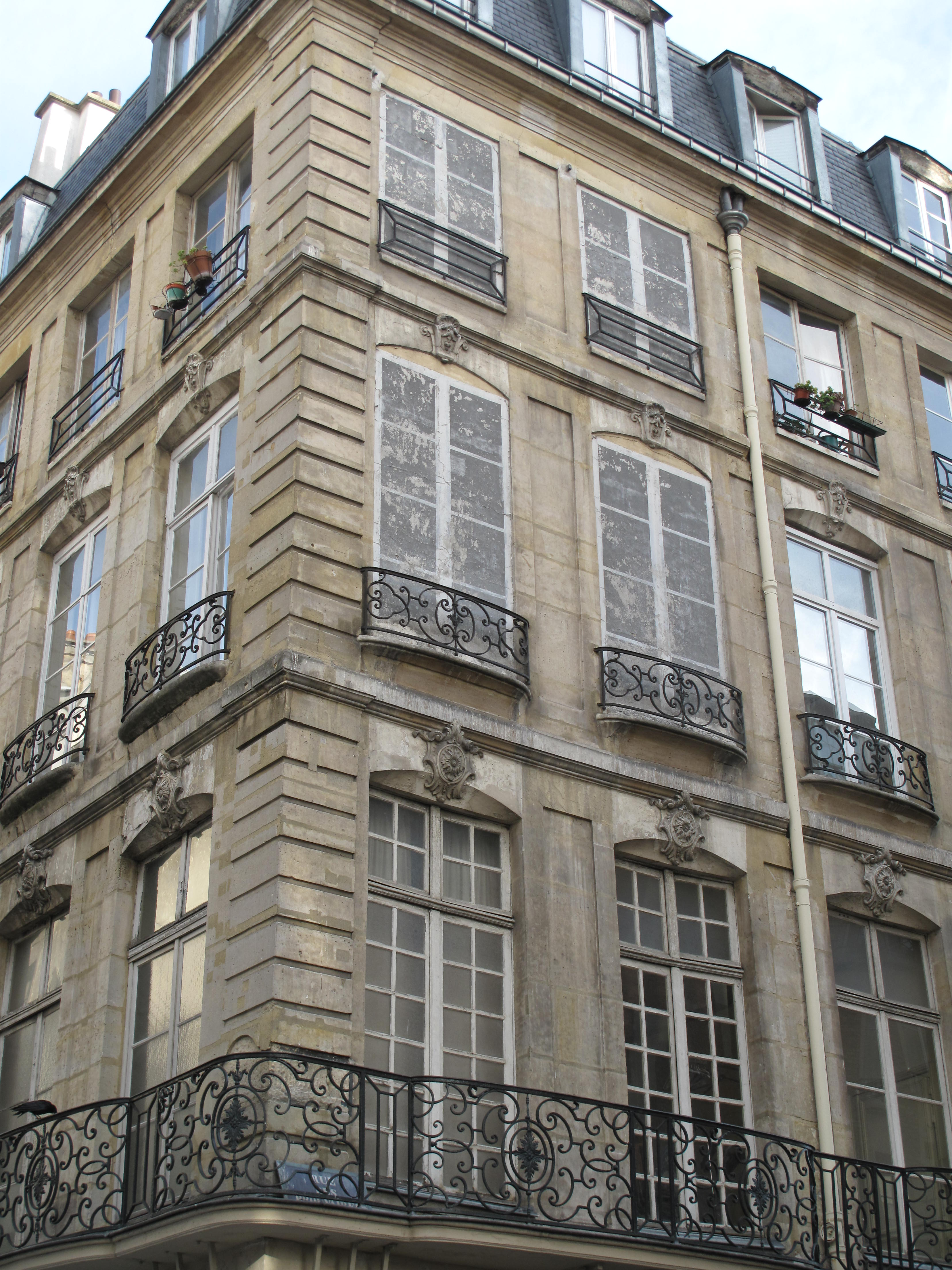
Huis in Parijs waar de dichtgemetselde ramen gemaskeerd zijn door trompe-l'oeil.

De belasting op deuren en vensters is een vorm van vermogensbelasting die in verschillende landen gold tot de 20e eeuw. Het was een manier om gebouwen te taxeren zonder ze te moeten betreden. De architecturale impact van de belasting is in het straatbeeld nog steeds te merken.

## Romeinse Rijk
De Romeinen kenden een taks op deuren genaamd ostiarium, waarschijnlijk onderdeel van de leges sumptuariae (antiweeldewetten) ingevoerd door Julius Caesar. Het ostiarium was conceptueel verwant met het columnarium, een taks op het aantal zuilen.
Caesar zag er geen graten in om een deurbelasting geheven onder zijn vijand Metullus Scipio – tijdens diens proconsulaat in Syria, 49-48 v.o.t. – te duiden als afperserij. Ook Cicero had zich in een brief aan zijn voorganger Appius Pulcher negatief uitgelaten over een deurbelasting in de provincie Cilicia, wat erop kan wijzen dat ze niet rechtstreeks door Appius was opgelegd maar een maatregel was van bepaalde steden om aan zijn algemene tribuuteis te voldoen.

## Groot-Brittannië
Onder het bewind van koning Willem III voerden Engeland en Wales in 1696 als eersten een vensterbelasting in (Duty on Lights and Windows). Het was de opvolger van de gehate Hearth-Money Tax (1662-1689), waarvan de vaststelling vereiste dat huizen werden betreden om haarden en stoven te tellen. De Window Tax had het voordeel dat hij van buitenaf kon worden bepaald. Aanvankelijk bestond hij uit twee delen: een forfait van twee shilling per bewoond huis en een variabel bedrag voor huizen met meer dan tien vensters (vier shilling voor huizen met 11-20 ramen, acht shilling voor huizen met meer dan twintig ramen).
In 1709 werd de belasting ook van toepassing in Schotland en kwam er een nieuw tarief van 20 shilling voor huizen met dertig ramen of meer. De gegoede klasse liet zich daardoor niet afschrikken en voorzag integendeel opzichtig nutteloze ramen om haar status te benadrukken. Een hervorming van de belastingschijven in 1747 zorgde voor distorties. De eerste negen ramen bleven vrijgesteld, maar vanaf het tiende raam was six pence per raam per jaar verschuldigd, dus ook op de eerste negen. Adam Smith identificeerde een bijkomend probleem in The Wealth of Nations (1776): hij betwistte dat de taks automatisch de rijken trof, stellende dat een huis van £ 10 jaarhuur op het platteland meer vensters kon tellen dan een huis van £ 500 jaarhuur in Londen.
Onder eerste minister William Pitt vond een gevoelige verhoging van de vensterbelasting plaats, eerst in 1784 om de taksen op thee te verlagen en dan een verdriedubbeling in 1797 om de napoleontische oorlogen te financieren. De dag na het aannemen van de Triple Assessment Act verschenen duizenden toegemaakte ramen in het straatbeeld waarop in protest was gekalkt: Lighten our darkness we beseech thee, O Pitt! Dit gebeurde echter niet en de inning nam absurde proporties aan: een weggenomen baksteen werd fiscaal als een raam beschouwd en vier gaten geboord in een zinken plaat zelfs als vier vensters. Het kwam zover dat armen in bedompte woningen terecht kwamen zonder licht of lucht, waar ze bij gebrek aan vitamine D geplaagd werden door rachitis (de 'Engelse ziekte'). Ondanks geleidelijke tariefreducties na 1820 bleef men de vensterbelasting als regressief ervaren en ontmoette ze grote weerstand onder de bevolking. Ook Charles Dickens mengde zich via zijn magazine Household Words in de debatten (1850):
The adage 'free as air' has become obsolete by Act of Parliament. Neither air nor light have been free since the imposition of the window-tax. We are obliged to pay for what nature lavishly supplies to all, at so much per window per year; and the poor who cannot afford the expense are stinted in two of the most urgent necessities of life.
Na grote agitatie in de winter van 1850-51 werd de Window Tax bij wet van 24 juli 1851 afgeschaft en vervangen door een woningbelasting.

## Frankrijk
Op 24 november 1798 stelde het revolutionaire Frankrijk een belasting in op deuren en vensters. Minister van Financiën Ramel de Nogaret had net twee derde van de overheidsschuld geannuleerd (het zogenaamde banqueroute des deux tiers) en zat verlegen om nieuwe inkomsten nadat het belastingstelsel uit de feodaliteit was geloodst. Zijn belasting varieerde van 20 tot 60 centiemen per raam of deur, naargelang de grootte van de gemeente waar het huis was gelegen. Vanaf de derde verdieping kostte een venster nooit meer dan 25 centiemen. Keldergaten, daklichten en ramen die niet uitgaven op een straat, koer of tuin, waren vrijgesteld. Voor koetspoorten gold dubbel tarief. De eigenaars mochten de belasting doorrekenen aan hun huurders, zelfs al was dit niet voorzien in het contract.
Omdat ramen met een stenen midden- en tussenstijl fiscaal voor vier telden, werden veel oude vensters gemoderniseerd. Maar het belangrijkste effect was dat de armen in sombere woningen gingen leven. In Les Misérables (1862) nam Victor Hugo een preek op waarin bisschop Myriel de impact van de belasting op de armen aanklaagt:
Geliefde broeders, goede vrienden! In Frankrijk zijn 1.320.000 boerenhuizen met slechts drie openingen; 1.817.000 met slechts twee: de deur en het venster; en eindelijk 346.000 hutten met slechts één opening: de deur. De reden hiervan is de belasting op deuren en vensters. Verbeeldt u nu arme gezinnen, oude vrouwen, kleine kinderen, die daarin verblijf houden, en 't is geen wonder dat er koortsen en andere ziekten heersen. Helaas! God geeft de mensen lucht, maar de wet verkoopt hem hun. Ik beschuldig de wet niet; maar ik loof God.
Uiteindelijk werd de belasting in 1926 afgeschaft na de verkiezingsoverwinning van het Cartel des gauches.

## België
De belasting op deuren en vensters gold in 1798 ook voor de neuf départements réunis, het huidige België dat toen door Frankrijk was geannexeerd. De effecten van de taks waren dan ook gelijkaardig.
Onder het Verenigd Koninkrijk der Nederlanden zorgde de Stelselwet van 1821 voor een fiscale hervorming. De venster- en deurbelasting bleef behouden en werd geïntegreerd in een personele belasting op basis van zes indiciën van welstand (naast deuren en vensters waren dit huurwaarde, haardsteden, meubilair, dienstboden en paarden). Het repartitiesysteem werd vervangen door een pure quotiteitsbelasting.
Voor 1860 vond de administratie 2.889.564 belastbare eenheden die 3,3 miljoen frank opbrachten (de tarieven varieerden toen van 0,848 tot 2,332 frank per raam of deur).
Na de Eerste Wereldoorlog werd werk gemaakt van een meer rechtvaardigde fiscaliteit, wat het einde inluidde van de venster- en deurbelasting. In 1919 ruimden de personele taksen op uiterlijke tekenen van rijkdom plaats voor een moderne inkomsten- en omzetbelasting.

## Nederland
De belasting op deuren en ramen werd ingevoerd in 1812 nadat Nederland onder Frans bestuur kwam. De raamtaks, verbonden met de naam van minister van Financiën Alexander Gogel, bleef bestaan tot 1896.

## Spanje
Ook in Spanje deed de belasting haar intrede met de Franse tijd. Ze werd afgeschaft in 1910.

## Voetnoten
1. ↑  Caesar, Commentarii de bello civili, III.32
2. ↑  Epistulae ad Familiares, III.8.5 (geschreven tijdens het proconsulaat van Cicero in Cilicië, 51-50 v.o.t.)
3. ↑  An Act for granting to His Majesty several Rates or Duties upon Houses for making good the Deficiency of the clipped Money. Gearchiveerd op 25 maart 2023.
4. ↑  Loi du 4 frimaire VII portant établissement d'une contribution sur les portes et fenêtres, aangepast op 18 ventôse VII (8 maart 1799), 6 prairial VII, 13 floréal X, 5 ventôse XII. Gearchiveerd op 31 mei 2023.
5. ↑  Artikel 2 van de Wet van 12 juli 1821, houdende de grondslagen van het stelsel van 's Rijks belastingen, met den jare 1822
6. ↑  Juul Hannes, "Met de fiscale bril bekeken. Vlaanderen in België, 1830-1914", in : A. Verhulst en L. Pareyn (red.), Huldeboek Prof. dr. Marcel Bots. Een bundel historische en wijsgerige opstellen, 1995, p. 167-194